# Олеся (повесть)
«Оле́ся» — повесть писателя Александра Ивановича Куприна (1870-1938). Одно из первых крупных произведений Куприна, написано в 1898-99 годах, в 1899 году опубликовано в газете «Киевлянин». По признанию автора, это одно из самых его любимых произведений. Главная тема — трагическая любовь городского барина Ивана Тимофеевича и молодой девушки Олеси, считавшейся ведьмой и живущей в одинокой избушке на болоте в чаще леса со своей бабкой Мануйлихой.

## Герои
- Иван Тимофеевич — паныч (молодой барин)
- Ярмола Попружук — полесовщик, слуга
- Мануйлиха — старая знахарка и ворожея
- Олеся — её внучка
- Евпсихий Африканович — полицейский урядник
- Никита Назарыч Мищенко — приказчик, конторщик соседнего имения
- Слепой лирник — певец, играющий на лире
- Рябчик — охотничья собака Ярмолы
- Таранчик — конь Ивана Тимофеевича

## Сюжет
Героя Ивана Тимофеевича забросила судьба «на целых шесть месяцев в глухую деревушку Волынской губернии, на окраину Полесья». Одолеваемый скукой, он пытается познакомиться с крестьянами, пробует их лечить, обучает грамоте своего слугу Ярмолу, но всё это оказывается бесполезным. Единственное занятие, которое ему остаётся,— это охота.
В один ненастный вечер Ярмола рассказывает Ивану Тимофеевичу, что поднявшийся ветер — дело рук колдуньи, живущей в лесу старухи Мануйлихи и её внучки. Через три дня на охоте Иван Тимофеевич, сбившись с пути, попадает в избу к Мануйлихе, где знакомится с молодой девушкой Олесей, которая помогает ему найти обратную дорогу. У Олеси коралловые бусы, доставшиеся ей в наследство, она носит их на запястье и на шее. 
Весной, вернувшись в лесную избушку, герой просит Олесю ему погадать. Та предсказывает ему невесёлое будущее, одинокую жизнь, желание покончить с собой. Рассказывает, что в ближайшее время его ждёт любовь «трефовой дамы», темноволосой, как и она сама. Иван Тимофеевич не верит картам и просит её показать свои способности, в ответ Олеся демонстрирует ему, что может заговаривать кровь и нагонять страх. Молодой барин становится частым гостем в лесном доме.
Однажды он застаёт хозяек в унынии, оказалось, что урядник Евпсихий Африканович выгоняет женщин из их дома. Иван Тимофеевич встречается с полицейским и, подкупив его подарком, просит оставить женщин в покое. Гордая Олеся обижается на подобное заступничество и общается с героем прохладнее, чем раньше. Скоро Иван заболевает и неделю не приходит в гости к Олесе. После его выздоровления чувства молодых людей вспыхивают с новой силой. Несмотря на протесты Мануйлихи, они тайком продолжают встречаться. Через месяц Ивану Тимофеевичу приходит время возвращаться в город. Он предлагает Олесе выйти за него и уехать вместе, но Олеся отказывается, объясняя это тем, что не может венчаться в церкви, так как она колдунья, а значит, принадлежит дьяволу.
На следующий день молодой барин уезжает в соседнее село. Вернувшись после обеда, он встречает приказчика Никиту Назарыча Мищенку, который рассказывает, что у церкви крестьяне поймали и избили ведьму. Она выскользнула из толпы и убежала в лес, крича проклятья. Иван Тимофеевич понимает, что это была Олеся, и спешит в лесной домик, где находит её, избитую. Оказывается, Олеся решилась пойти в церковь, желая сделать приятное возлюбленному, но крестьянки посчитали её поступок за кощунство и набросились на неё после службы. Олеся отказывается от доктора и говорит, что скоро они с бабушкой уедут — чтобы не навлечь на себя ещё больший гнев общины. Она также убеждена, что ей и Ивану необходимо расстаться, иначе их ждёт только горе. Переубедить её не удаётся. Молодые люди прощаются, Олеся просит её поцеловать.
Ночью случается гроза с градом, испортившая урожай. Утром Ярмола предлагает Ивану Тимофеевичу уехать, так как в деревне считают грозу делом рук ведьмы, а также знают об их связи. Перед отъездом герой ещё раз возвращается в хату,  в которой находит только красные бусы Олеси, оставленные на оконной раме.

## Отсылки и аллюзии
- В повести упоминается цитата из басни И. А. Крылова «Кот и повар».

## Экранизации
- Фильм «Олеся» 1915 года.
- Фильм «Колдунья» 1956 года.
- Фильм «Олеся» 1971 года.